# Stefano Zuech
Stefano Zuech (Arsio, 5 novembre 1877 – Trento, 8 settembre 1968) è stato uno scultore italiano.

## Biografia

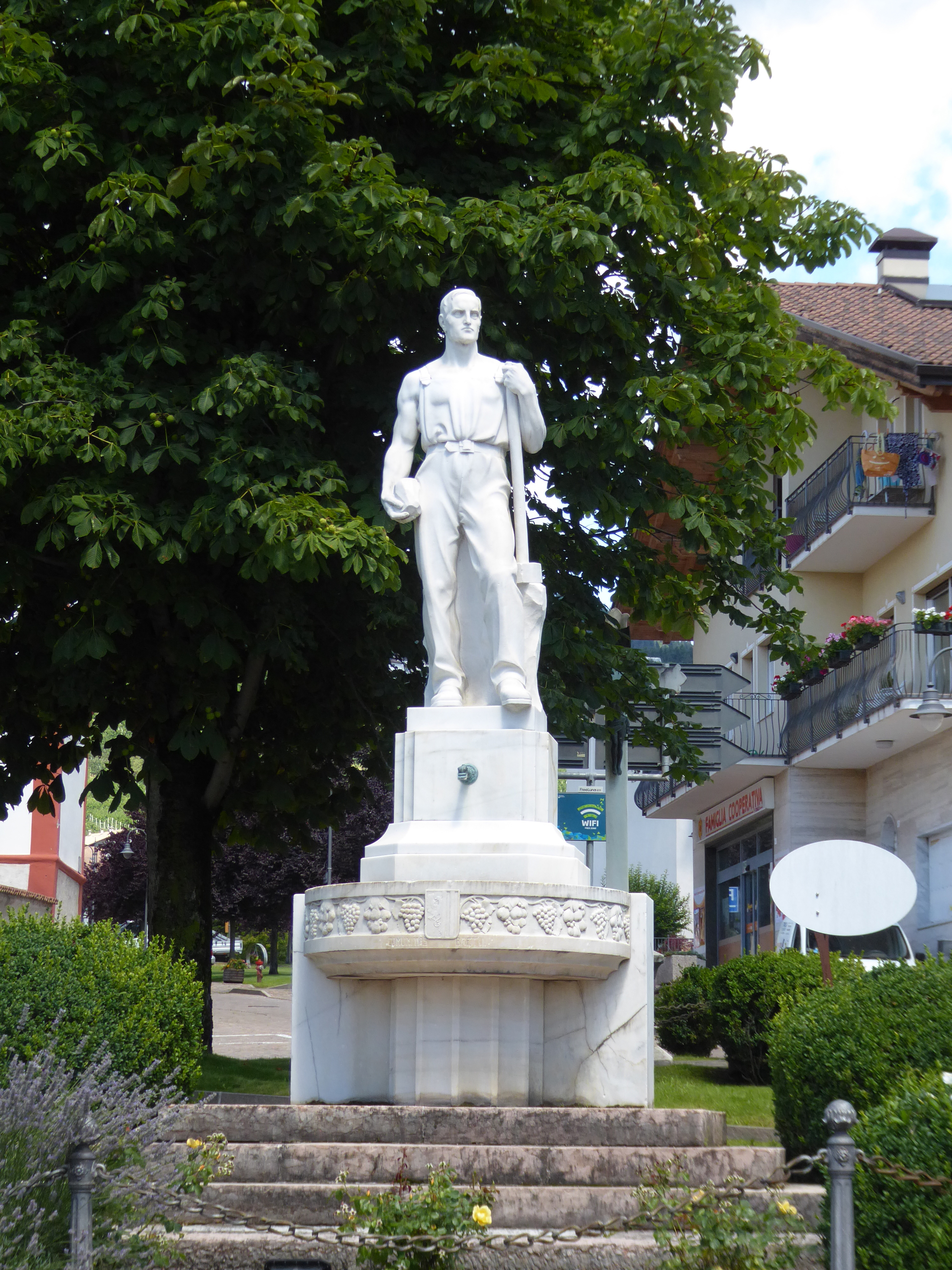
Monumento al minatore, 1932, Brez

Nacque ad Arsio di Brez in Val di Non nel 1877. Incominciò la carriera artistica già dal 1905 con l'opera "Cristo sul crocifisso". Dal 1907 al 1911 ha studiato all'Accademia di belle arti di Vienna. Nel 1911 vinse il Premio Roma, luogo dove frequentò il corso di Archeologia e Storia dell'Arte Antica tenuto da Emanuel Löwy all'Università La Sapienza.
Nel 1917 ha lavorato a Vienna modellando la "Pietà della Pace", però il monumento non venne portato a termine a causa degli eventi bellici.. Dopo la fine della prima guerra mondiale fu costretto a rientrare in Italia e si trasferì in Trentino dove dal 1920 al 1945 insegnò presso la "Scuola Industriale di Trento", mentre dal 1920 al 1930 partecipò ad alcune mostre sia regionali che nazionali. Lavorò poi alla parrocchia di S. Floriano, di Brez, le stazioni di Via Crucis, alcuni busti in palazzi ed altri lavori. È inoltre autore dei monumenti ai caduti di Sclemo, Lavis, Rovereto oltre che di alcune lapidi di personaggi famosi come Eusebio Francesco Chini in Piazza Dante a Trento.
Partecipò a varie mostre, come la Biennale di Venezia, nel 1922, alla Biennale di Bolzano, nel 1922, 1924 e 1926 e alla Mostra d'arte di Cà Pesaro, nel 1923. Divenne noto come lo scultore della grande Campana dei Caduti di Rovereto. Infatti tra il 1923 e il 1925 ne modellò i fregi. Ha realizzato una statua raffigurante San Cristoforo in una nicchia del Palazzo delle Poste di Trento.
Realizzò anche una decina di opere di carattere funerario che si trovano nel Cimitero monumentale di Trento, tra cui la "Pietà", iniziata nel 1917 su commissione dell'imperatrice Zita d'Asburgo e che doveva far parte dell'opera rimasta incompleta "Pietà della pace".
Morì a Trento nel 1968. Dopo la sua morte, nel 2007, gli è stato dedicato un libro dal titolo "La Congiombla", dedicato alla vita di Zuech e scritto da Cristina Beltrami. Nel 2010 Luigi Prevedel gli dedica una statua in monolite.

## Opere

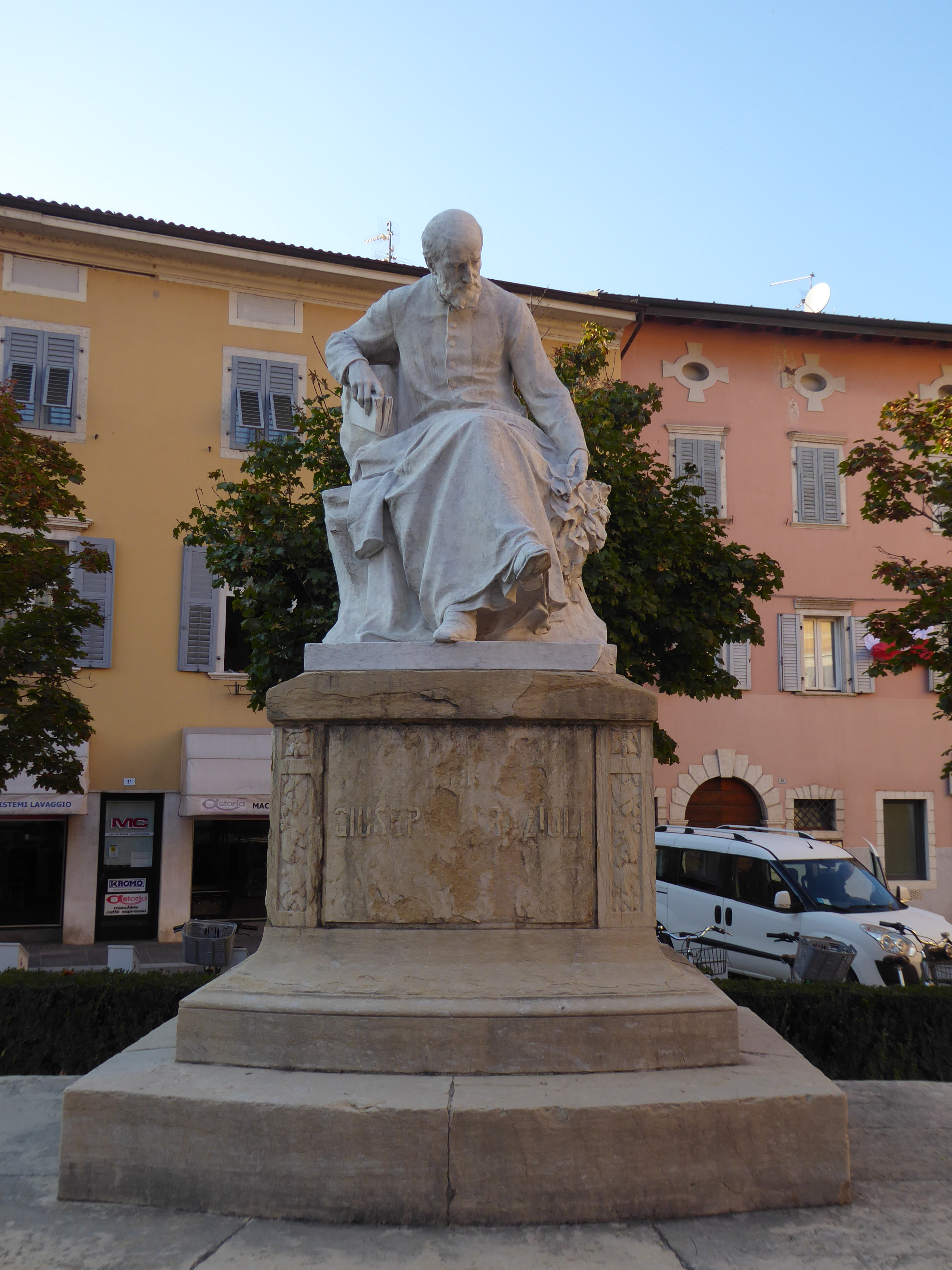
Monumento a Giuseppe Grazioli, 1912, Lavis

- Monumento a Giuseppe Grazioli, marmo di Lasa, 1912, Piazza Grazioli a Lavis.[10]
- Monumento ai caduti di Denno, 1921, cimitero di Denno.[11]
- Monumento ai caduti di Coredo, marmo di Lasa, 1922, Coredo.[11]
- Monumento a Silvio Vois, bronzo, 1922, chiesa di San Vittore a Taio. Vois era stato un soldato di fanteria caduto sul Carso durante la prima guerra mondiale.[11]
- Monumento ai caduti dei Corpi franchi lombardi, 1923, Sclemo. Il monolite di 6 metri ricorda i caduti della colonna Manara e Tibaldi incaricata di proteggere la ritirata dei Corpi Volontari Lombardi che si prefiggevano di liberare Trento dagli austriaci.[12]
- Fregi per la Campana dei caduti, 1923-1925, Campana dei Caduti a Rovereto.
- Monumento di Giovanni Battista Lampi, marmo, 1925, piazza Gian Battista Lampi a Romeno.[13]
- Monumento al minatore, marmo di Lasa, 1932, piazza Municipio a Brez. Donato alla comunità dai minatori emigrati in Nord America.[14]
- Busto di Luigi Negrelli, 1930-1936, Stazione di Trento: l'ingegnere di origine trentina progettista del Canale di Suez.[15]
- San Vigilio benedicente, bronzo, 1933 ca., piazza Adamo d'Arogno, presso il duomo di Trento.[16]
- San Cristoforo, marmo, 1934, nicchia nel lato sud del Palazzo delle Poste a Trento.[17][18]
- Monumento di Francesco Eusebio Chini, pietra, 1939, giardini di Piazza Dante a Trento.[19]
- Via Crucis, marmo di Lasa, 1940 ca., lungo la strada che da Sanzeno conduce al santuario di San Romedio.[20]